# 윙거 (밴드)
윙거(Winger)은 미국의 하드 록 밴드이다.

## 디스코그래피
- Winger (1988)
- In the Heart of the Young (1990)
- Pull (1993)
- IV (2006)
- Karma (2009)